# Le Mayet-d'École
Le Mayet-d'École è un comune francese di 275 abitanti situato nel dipartimento dell'Allier della regione dell'Alvernia-Rodano-Alpi.

## Società

### Evoluzione demografica
Abitanti censiti